# 大豆生田稔
大豆生田 稔（おおまめうだ みのる、1954年 - ）は、日本の歴史学者、東洋大学文学部教授。専攻は日本近代史。戦前期の日本経済・農業問題・商品流通などを主に研究。

## 来歴
東京都生まれ。1973年千葉県立千葉高等学校卒業。1978年東京大学文学部国史学科卒業。同大学院修士課程修了。1994年「近代日本の食糧政策 -対外依存米穀供給構造の変容」で東大から博士（文学）。城西大学経済学部助教授、東洋大学文学部助教授、98年教授。

## 著書
- 『近代日本の食糧政策 対外依存米穀供給構造の変容』ミネルヴァ書房 1993
- 『お米と食の近代史』吉川弘文館 歴史文化ライブラリー 2007　オンデマンド版　2022　ISBN　	9784642756259
- 『戦前日本の小麦輸入-1920～30年代の環太平洋貿易』吉川弘文館　2023　ISBN　9784642039215

## 参考
- [ISBN 978-4-642-05625-0]